# Mychajlo Hankevyč
Mychajlo Hankevyč, cyrilicí Михайло Ганкевич, též polsky Michał Hankiewicz, byl rakouský řeckokatolický duchovní a politik rusínské (ukrajinské) národnosti z Haliče, během revolučního roku 1848 poslanec Říšského sněmu.

## Biografie
Roku 1849 se uvádí jako Michael Hankiewicz, řeckokatolický farář a děkan v obci Dobrotvir (Dobrowor).
Během revolučního roku 1848 se zapojil do veřejného dění. Ve volbách roku 1848 byl zvolen i na ústavodárný Říšský sněm. Zastupoval volební obvod Radechiv. Tehdy se uváděl coby farář. Náležel ke sněmovní pravici. Patřil mezi poslance ukrajinské národnosti.